# Septembre 1927

## Événements
- Afrique[1] : grève dans les mines d'or de Shamva en Rhodésie du Sud.
- La compagnie aérienne française Compagnie générale d'entreprises aéronautiques devient la Compagnie générale aéropostale (Aéropostale).

- 2 septembre : premier vol du Focke-Wulf F-19 Ente ("canard").

- 4 septembre : Grand Prix d'Italie à Monza. Le pilote français Robert Benoist s'impose sur une Delage.

- 7 septembre :
  - Chine : soulèvement de la récolte d’automne organisé par Mao Zedong;
  - (ou 8, selon les sources) : fondation de la Cessna Aircraft Company par Clyde V. Cessna.

- 15 septembre : forte progression du Fianna Fáil, parti nationaliste d'Éamon de Valera aux élections législatives en Irlande.

- 19 septembre : dans un discours prononcé sur les lieux de la bataille de Tannenberg, Hindenburg rejette la responsabilité de l'Allemagne dans le déclenchement de la Grande Guerre.

- 18 septembre : Solituderennen.

- 22 septembre[2] : abolition de l'esclavage en Sierra Leone.

- 26 septembre : Flight Lieutenant Sidney N. Webster (Royal Air Force) remporte la Coupe Schneider, se déroulant à Venise (Italie), à bord d'un Supermarine S.5 (vitesse moyenne 453,28 km/h).

- 28 septembre : le lieutenant R.R. Bentley de la South African Air Force se pose au Cap (Afrique du Sud) complétant ainsi la liaison en solo depuis Londres, d'où il était parti le 1er septembre à bord de son "De Havilland DH.60 Cirrus-Moth"[3].

- 29 septembre : Georg Wulf, cofondateur de la firme aéronautique Focke-Wulf, est tué dans le crash de son prototype Focke-Wulf F-19 Ente.

## Naissances
- 5 septembre : Paul Volcker, économiste américain († 8 décembre 2019).
- 7 septembre : Claire L'Heureux-Dubé, juge canadien à la Cour suprême du Canada.
- 9 septembre : Elvin Jones, batteur de jazz américain († 18 mai 2004).
- 11 septembre : 
  - Luc Versteylen, père jésuite flamand et cofondateur du mouvement vert Agalev en Belgique († 10 février 2021).
  - Jean Dinh Van, artisan joaillier français († 3 juillet 2022).
- 14 septembre : 
  - Martin Caidin, écrivain américain († 24 mars 1997).
  - Markus Egen, joueur professionnel et entraîneur allemand de hockey sur glace († 28 mai 2021).
  - Jim Fanning, joueur de baseball américain († 25 avril 2015).
  - Jürg Marmet, alpiniste suisse, auteur de la seconde ascension de l'Everest († 8 mars 2013).
  - Edmund Casimir Szoka, cardinal américain, gouverneur émérite de la Cité du Vatican († 20 août 2014).
  - Jean Tranié, militaire, homme d'affaires  et historien français († 8 octobre 2001).
- 15 septembre : Jean-Marie Toulgouat, peintre français († 10 janvier 2006).
- 16 septembre : 
  - Peter Falk, acteur américain († 23 juin 2011).
  - Jack Kelly, acteur américain († 7 novembre 1992).
- 18 septembre : Phyllis Kirk, actrice américaine († 19 octobre 2006).
- 20 septembre : Red Mitchell, contrebassiste de jazz américain († 8 novembre 1992).
- 27 septembre : Jack Katz, auteur de bande dessinée et illustrateur américain († 25 avril 2025).
- 30 septembre : Sigurður Helgason, mathématicien islandais († 3 décembre 2023).

## Décès
- 14 septembre : Isadora Duncan, danseuse américaine (° 1877).